# Joanna Zeiger
Joanna Zeiger née Sue  le 4 mai 1970 à Baltimore dans le Maryland aux États-Unis est une triathlète américaine, championne du monde d'Ironman 70.3 en 2008.

## Biographie
Joanna Zeiger commence le sport par la compétition en natation à l'Université Brown. Elle poursuit ses études à l'école Bloomberg de l'université Johns Hopkins où elle est diplômée d'un doctorat de santé publique en 2001. Pratiquant le cyclisme depuis 1992, elle pratique également le triathlon. Elle est nommée triathlète amateur de l'année en 1997 et, en 1998, elle commence sa carrière professionnelle. Elle est nommée jeune triathlète de l'année 1998 et obtient sa sélection pour participer aux Jeux olympiques d'été de 2000 à Sydney en Australie où le triathlon fait son apparition pour la première fois. Elle termine à la quatrième place avec un temps de 2 h 1 min 25 s 74 ce qui lui vaut d'être nommé triathlète de l’année 2000 par la fédération des États-Unis de triathlon pour ce résultat. Six semaines plus tard, elle prend la cinquième place au championnat du monde d'Ironman à Kona et remporte en 2001 le championnat national de triathlon des États-Unis.
En 2008 et à trente-huit ans, elle remporte le championnat du monde d'Ironman 70.3 à Clearwater en Floride. Dix ans après le début de sa carrière en triathlon, elle a déjà pris part à tous les formats de cette pratique sportive. Elle chute lourdement dans la partie cycliste l’année suivante sur la même compétition, lui occasionnant des blessures qui la poussent à mettre un terme à sa carrière de triathlète, les douleurs restant vives lors de l’utilisation de la position dites : « aéro » sur le vélo. Elle se tourne alors vers la course à pied et le cross-country et obtient quelques succès nationaux. Elle continue et devient une coureuse de marathon et prend part à de nombreuses compétitions nationales

## Palmarès
Le tableau présente les résultats les plus significatifs (podium) obtenus sur le circuit national et international de triathlon depuis 1998,.
| Année | Compétition                       | Pays       | Position | Temps           |
| ----- | --------------------------------- | ---------- | -------- | --------------- |
| 2009  | Ironman 70.3 Austin               | États-Unis |          | 4 h 14 min 59 s |
| 2008  | Championnat du monde Ironman 70.3 | États-Unis |          | 4 h 2 min 48 s  |
| 2008  | Ironman 70.3 Eagleman             | États-Unis |          | 4 h 22 min 32 s |
| 2008  | Ironman 70.3 Vineman              | États-Unis |          | 4 h 19 min 58 s |
| 2008  | Ironman 70.3 Muskoka              | États-Unis |          | 4 h 37 min 4 s  |
| 2007  | Ironman Arizona                   | États-Unis |          | 9 h 37 min 29 s |
| 2006  | Ironman Cœur d'Alene              | États-Unis |          | 9 h 31 min 7 s  |
| 2005  | Ironman Brésil                    | Brésil     |          | 9 h 31 min 43 s |
| 2004  | Ironman Canada                    | Canada     |          | Timing          |
| 2003  | Ironman 70.3 Buffalo Springs      | États-Unis |          | Timing          |
| 2003  | Championnat des États-Unis        | États-Unis |          | 2 h 5 min 30 s  |
| 2002  | Ironman 70.3 Vineman              | États-Unis |          | Timing          |
| 2001  | Championnat du monde              | Canada     |          | 1 h 59 min 55 s |
| 2001  | Ironman 70.3 Buffalo Springs      | États-Unis |          | Timing          |
| 2001  | Ironman USA                       | États-Unis |          | Timing          |
| 2000  | Championnat des États-Unis        | États-Unis |          | 2 h 0 min 5 s   |
| 1999  | Championnat des États-Unis        | États-Unis |          | 2 h 3 min 6 s   |
| 1998  | Championnat des États-Unis        | États-Unis |          | 2 h 6 min 13 s  |